# Karel Pinxten (econoom)
Carolus Henricus (Karel) Pinxten (Overpelt, 27 augustus 1903 - Leuven, 12 januari 1956) was een Belgisch econoom en priester. Hij behoorde in de jaren rond de Tweede Wereldoorlog tot de topeconomen van het land en stond de regering-Van Zeeland vaak bij in moeilijke economische tijden. Tevens doceerde hij als professor-kanunnik economie aan de Katholieke Universiteit Leuven.

## Levensloop
Pinxten was de jongste zoon uit een Overpelts landbouwersgezin. Hij volgde het middelbaar onderwijs aan het - toen al Nederlandstalige - Sint-Hubertuscollege van Neerpelt en aan het Sint-Jozefscollege van Hasselt. Daarna startte hij de voorbereiding op het priesterschap en volgde filosofie aan het kleinseminarie van Sint-Truiden en theologie aan het grootseminarie van Luik. In juli 1928 werd hij in Luik tot priester gewijd.
Vervolgens ging Pinxten naar de Katholieke Universiteit Leuven en behaalde er de graad van kandidaat in de Politieke en Sociale wetenschappen (1930) en licentiaat in de Handelswetenschappen (1933), het jaar nadien aangevuld met het licentiaatsdiploma Toegepaste Economische Wetenschappen. In 1937 behaalde Pinxten er het doctoraat in de Economische Wetenschappen onder Gaston Eyskens met een proefschrift over het Kempens steenkoolbekken.
In 1930 was Pinxten al leraar geworden aan de Limburgse Handelsschool in Genk. Hij bleef dit tot in 1944. Na het einde van de Tweede Wereldoorlog werd hij benoemd tot docent aan de Leuvense universiteit. In 1949 volgde zijn benoeming tot hoogleraar, eerst aan de rechtsfaculteit, het jaar nadien aan de faculteit Economische Wetenschappen. Hij gaf er colleges economische structuur, economische politiek van de grote staten en arbeidseconomie.
Pinxten werd in benoemd tot erekanunnik van het bisdom Luik. Hij stierf begin 1956 op 52-jarige leeftijd na een slepende ziekte in het Sint-Rafaëlziekenhuis te Leuven.
Pinxten was de grootoom van politicus en voormalig federaal minister van Landbouw en Defensie Karel Pinxten. Later werd in zijn geboortedorp Overpelt een straat naar hem vernoemd.

## Werk
Reeds als student kwam zijn Vlaamsgezindheid tot uiting als lid van het Katholiek Vlaams Hoogstudentenverbond. Hij was getuige van de ontluikende industrialisering van de provincie Limburg door de mijnindustrie in het Kempens steenkoolbekken en de aanleg van het Albertkanaal. In zijn proefschrift uit 1937 over het Kempens steenkoolbekken, waarin hij de bedrijfseconomische aspecten en de sociale gevolgen van de Limburgse steenkoolexploitatie onder de loep nam, stelde hij toen al dat de opbrengsten van de Limburgse mijnen nog gunstiger konden zijn omdat ze te lijden hadden onder bepaalde overheidsmaatregelen ten gunste van de Waalse steenkoolbekkens. Hij stelde dat het bewuste afremmen van het Kempense bekken een vertraging van de industriële expansie in Vlaanderen inhield. Verder waren er nog bedreigingen op cultureel, sociaal en godsdienstig vlak waardoor Pinxten ervoor pleitte om de Kempense mijnen om te vormen tot staatsmijnen naar Nederlands model.
Hij behoorde in de jaren rond de Tweede Wereldoorlog tot de topeconomen van het land en stond de regering-Van Zeeland vaak bij in moeilijke economische tijden.
Na de oorlog richtte Pinxten zich meer tot de economische aspecten van de landbouw en de tuinbouw waarover hij een aantal werken schreef. Hij gaf er richtlijnen voor een nieuwe agrarische politiek en stelde dat de landsgrenzen dienden te vervagen. Voor het Belgische ministerie van Koloniën reisde hij naar de Belgische kolonies in Afrika en beschreef de economische aspecten van de inlandse landbouwbedrijven in twee boekdelen die in 1954 verschenen.
Pinxten was een aanhanger van de macro-economische denkwijze van John Maynard Keynes, de zogenaamde keynesiaanse economie, waarmee hij zijn Leuvense studenten vertrouwd heeft gemaakt.

## Publicaties (selectie)
- Het Albertkanaal, zijn economische betekenis voor Vlaanderen, Brussel, 1936
- Kultuur en economie in Vlaanderen. Het Limburgse vraagstuk, Brussel, 1938
- Het Kempisch steenkoolbekken, een economische studie, Brussel, 1939 (proefschrift uit 1937 met aanvullingen; inleiding door Mgr. Pieter-Jan Broekx)
- Grondtrekken van de Belgische landbouweconomie, Antwerpen, 1947
- De tuinbouweconomie in België, Brussel, 1949
- De inlandse tuinbouwbedrijven in Belgisch Kongo en Ruanda-Urundi, Brussel, 1954 (twee boekdelen, uitgegeven door het Ministerie van Koloniën)

Naast zijn publicaties schreef hij ook bijdragen voor het dagblad De Standaard en de tijdschriften Nieuw Vlaanderen en Kultuurleven.